# Gerd Brunner (Politiker)

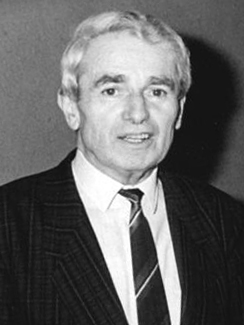
Gerd Brunner (1990)

Gerd Brunner (* 11. Juli 1928 in Limbach, Sachsen; † 9. September 2002) war ein deutscher Jurist, Hochschullehrer und Politiker (LDPD, FDP). Er war von 1950 bis 1952 und erneut von 1990 bis 1994 Mitglied des Landtages von Sachsen-Anhalt, von 1990 bis 1991 Landesvorsitzender der FDP Sachsen-Anhalt sowie Minister für Bundes- und Europaangelegenheiten und Stellvertretender Ministerpräsident von Sachsen-Anhalt.

## Leben und Beruf
Der Sohn des Verwaltungsjuristen und Kommunalpolitikers Wilhelm Brunner studierte nach dem Abitur an der Oberschule Rechtswissenschaft, arbeitete zwischenzeitlich als Holztransportarbeiter und beendete das Studium 1951 mit dem juristischen Staatsexamen. Er wurde 1956 an der Martin-Luther-Universität Halle-Wittenberg zum Dr. jur. promoviert, seine Dissertation befasste sich mit der Todesstrafe in der Zeit der Aufklärung. Er habilitierte sich und war ab 1970 als Dozent für sozialistisches Wirtschaftsrecht an der Technischen Hochschule Magdeburg tätig.

## Politik
Brunner trat im Mai 1947 in die Liberal-Demokratische Partei Deutschlands (LDP, später LDPD) ein, die in der DDR die Rolle einer Blockpartei hatte. Von 1950 bis 1952 war er Mitglied des Landtags von Sachsen-Anhalt. In diesen drei Jahren war Brunner Mitglied im Landesvorstand der LDPD. Nach der Auflösung der Länder in der DDR durch die Verwaltungsreform von 1952 war er Abgeordneter im Bezirkstag von Halle. Zudem war er stellvertretender Chefredakteur und von 1956 bis 1970 Chefredakteur der Liberal-Demokratischen Zeitung in Halle. Bis kurz vor der politischen Wende in der DDR gehörte er dem Bezirksvorstand Halle der LDPD an.
Im Zuge der Wiedervereinigung ging die LDPD im August 1990 in der bundesdeutschen FDP auf. Brunner wurde zum ersten Landesvorsitzenden der FDP Sachsen-Anhalt gewählt. Bei der Landtagswahl im Oktober 1990 zog er als Abgeordneter in den Landtag von Sachsen-Anhalt ein und wurde am 2. November 1990 als Minister für Bundes- und Europaangelegenheiten sowie als Stellvertretender Ministerpräsident in die von Ministerpräsident Gerd Gies (CDU) geführte schwarz-gelbe Landesregierung berufen. Auch der von Ministerpräsident Werner Münch geleiteten Folgeregierung gehörte er noch kurzzeitig an. 
Nachdem bei der Gauck-Behörde seine nebenamtlichen Kontakte zum ehemaligen Ministerium für Staatssicherheit der DDR bekannt wurden, trat er am 9. August 1991 von seinen Regierungsämtern zurück, um dem Ansehen der Landesregierung keinen Schaden zuzufügen. Am 12. September 1991 schied er dann endgültig aus der Regierung aus. Im Anschluss verließ er die FDP und deren Landtagsfraktion. Sein Amt als Landesvorsitzender der FDP übernahm in der Folge Peter Kunert.
Im Jahr 1994 schloss Brunner sich mit den ehemaligen Mitgliedern der aufgelösten DS-Fraktion (Deutsch Soziale Fraktion, Nachfolgerin der DSU-Fraktion), der Vorsitzenden der Steuerzahlerpartei Bärbel Ballhorn und dem fraktionslosen Abgeordneten Wilfried Hofmann (ehemaliger Bildungspolitischer Sprecher der FDP-Fraktion) zur Fraktion Unabhängiger Abgeordneter (FUA) zusammen.